# 로트실트양털쥐
로트실트양털쥐(Mallomys rothschildi)는 쥐과에 속하는 설치류의 일종이다. 인도네시아의 서뉴기니(서파푸아)와 파푸아뉴기니에서 발견된다.

## 특징
꼬리 길이 337~440m를 제외한 몸길이가 306~440mm에 이르는 대형 설치류다. 발 길이는 63~80mm, 귀 길이는 17~31mm, 몸무게는 최대 1.5kg이다. 등 쪽 털은 거무스레한 갈색을 띠는 반면에 배 쪽은 회색부터 흰색까지 다양하다. 핵형은 2n=48, FN=52이다.

## 생태
나무 위에서 주로 생활하는 수상성 동물이다. 나무 구멍 속의 잎으로 만든 둥지 안에서 대부분의 시간을 보낸다. 동굴 속에서 발견되기도 한다. 먹이는 판다누스 새싹과 착생식물, 대나무, 야생 생강 등이다. 한 번에 한 마리의 새끼를 낳는다. 7월초 경에 어린 새끼가 관찰된다.

## 분포 및 서식지
뉴기니섬 센트럴산맥 지역에 널리 분포한다. 해발 1,200m와 3,700m 사이의 열대 습윤 숲에서 서식한다.